# موتور جلال احسانی
موتور جلال احسانی یک منطقهٔ مسکونی در ایران است که در دهستان جازموریان واقع شده‌است.